# Szeleukida Birodalom
A Szeleukida Birodalom ókori ázsiai birodalom, amely magába foglalta Nagy Sándor ázsiai hódításainak jó részét (Szíria, Mezopotámia, Perzsa Birodalom, Kis-Ázsia). A makedón Szeleukosz, Nagy Sándor egyik hadvezére alapította i. e. 305 – i. e. 304-ben. A soknemzetiségű és eltérő történelmi hagyományokkal rendelkező birodalomban nem volt igazi összetartó erő, leginkább egyfajta laza államszövetségre hasonlított, amelyben az egyes egységeket szinte függetlenül irányították.
Szinte szűnni nem akaró háborúkat vívott a közel-keleti pozíciókért az Egyiptomot uraló Ptolemaidákkal. Antiokhosz Epiphanész uralkodó zsarnoki módszerekkel próbálta egységesíteni a birodalmat azáltal, hogy egyeduralkodóvá akarta tenni a görög nyelvet és a vallást. Ez vezetett aztán a hosszú makkabeus háborúhoz a zsidóság részéről Júdeában, ami tovább gyengítette a birodalmat. A makkabeusoknak ugyanis sikerült megtisztítaniuk országukat a görögöktől és az azokat támogató népektől. Keletről a pártusok hódították el Perzsiát, nyugatról a Római Köztársaság, a makedónok és más görög államok fenyegették.
Az utolsó szeleukida XIII. Antiokhosz Philadelphosz Asziatikosz, de a birodalom ekkor már névleg létezett, területeit már mind elfoglalták a rómaiak, a pártusok és más népek.

## A Szeleukida Birodalom kiterjedése
A Szeleukida Birodalom a történelemben szinte egyedülálló abból a szempontból, hogy fejlődése és területi kiterjedése csúcspontját már alapítója és első uralkodója, I. Szeleukosz idején elérte, további történelme hanyatlása története. Legnagyobb kiterjedésekor 3,5 millió km² területű állam volt. Magában foglalta Nyugat- és Dél-Kis-Ázsiát, Észak-Szíriát, a Tigris és az Eufrátesz közét és Iránt. Dél-Szíria területének hovatartozása állandó konfliktus forrása volt a Szeleukidák és a Ptolemaioszok között. Kis-Ázsia jelentős részei már Kr. e. 280 táján elszakadtak a birodalomtól, és egy részük az Attalida dinasztia uralma alatt Pergamon székhellyel új birodalomba tömörült. Harminc évvel később a legkeletibb tartományok is leváltak. Eredetileg a Tigris mellett újonnan alapított város, Szeleukeia volt a birodalom fővárosa, azonban Szeleukosz mindenképpen szerette volna meghódítani a Ptolemaioszok által uralt Föníciát és Koilé-Szíriát v. Celeszíriát, s hogy jelezze, ez a terület és az európai kapcsolatok számára nagyon fontosak, áthelyezte fővárosát az Orontész folyó partjára, egy szintén általa alapított új városba, az apjáról elnevezett Antiokheiába. Az ötödik szíriai háború végre meghozta az eredményt, s Koilé-Szíria (ehhez a területhez tartozott Júdea is) Kr. e. 204-ben uralmuk alá került. A Szeleukidák Kr. e. 64-ig uralkodtak, amikor Pompeius meghódította Szíriát és provinciaként beolvasztotta a Római Birodalomba.

## Történelem

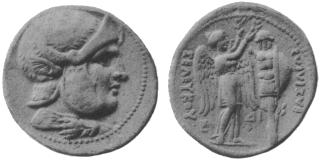
I. Szeleukosz pénzérméje

I. Szeleukosz Nikatór uralkodásának első éveiben rádöbbent arra, hogy birodalma akkora méreteket öltött, amit egy kézben tartva nem lehet kormányozni. Ezért úgy döntött, hogy birodalmát két részre bontja. Szeleukeia központtal létrehozta a keleti alkirályságot, melynek élére elsőszülött gyermekét, a baktriai Apamától született Antiokhoszt állította, míg ő maga a fontosabb nyugati részekért felelt.
Halála után fia, a keleti birodalomrész addigi alkirálya , I. Antiokhosz Szótér örökölte meg a trónt és a több sebből vérző, nyugtalan birodalmat, melynek egyben tartása hatalmas feladatot jelentett az új uralkodónak. Ráadásul uralkodása alatt törtek Kis-Ázsiára a kelták (gallok), melyek pusztító seregei ellen sokáig tehetetlen harcokat folytatott, míg végül véres csatában legyőzte (i. e. 275) és a később Galáciának nevezett tartományban letelepítette őket. A gallok ellen elért sikereinek köszönhette a Szótér (= megváltó) melléknevet. Viszont a kisebb monarchiák sikeresen ellenálltak hódító szándékainak, sőt az ő uralkodása idején kezdődött Pergamon függetlenedése, amelynek uralkodója, I. Eumenész 262-ben a szardeiszi csatában legyőzte Antiokhoszt.
A trónon ifjabbik fia, II. Antiokhosz Theosz (= isten) követte, akinek uralmát katonai sikerek fémjelezték (Trákia meghódítása, II. Ptolemaiosz elleni győzelmek). Így elérte, hogy birodalmának nyugati része hosszabb ideig békében élhetett, azonban az elhanyagolt keleti részek fellázadtak.
Az őt követő II. Szeleukosz Kallinikosz (= szép győzelmet arató) uralkodása alatt családi viszály dúlta fel az ország békéjét (fivérek háborúja). A testvérháború ismét lehetőséget teremtett arra, hogy kisebb területek kiszakadjanak a birodalomból, s a Szeleukidák birtokai tovább zsugorodtak. II. Szeleukosz területeket veszített Szíriában, Kis-Ázsiában, elveszítette Trákiát, sőt ekkor következett be Pergamon önállósodása, amely később a térség komoly politikai tényezőjévé vált, és területét a Szeleukida Birodalom rovására növelte. Néhány kis-ázsiai kormányzó egyszerűen függetlenítette magát a központi hatalomtól. A keleti területek elszakadtak a birodalomtól, és Baktriai Királyság néven önállósultak (i. e. 239/238), majd a pártusok betörése nyomán elszakadt Parthia és Hürkania is. II. Szeleukosz Trákiában, a keltákkal hadakozva esett el (i. e. 226.).
Fia, III. Szeleukosz Szótér Keraunosz sikertelen kísérletet tett Kis-Ázsia visszaszerzésére. Megmérgezték.

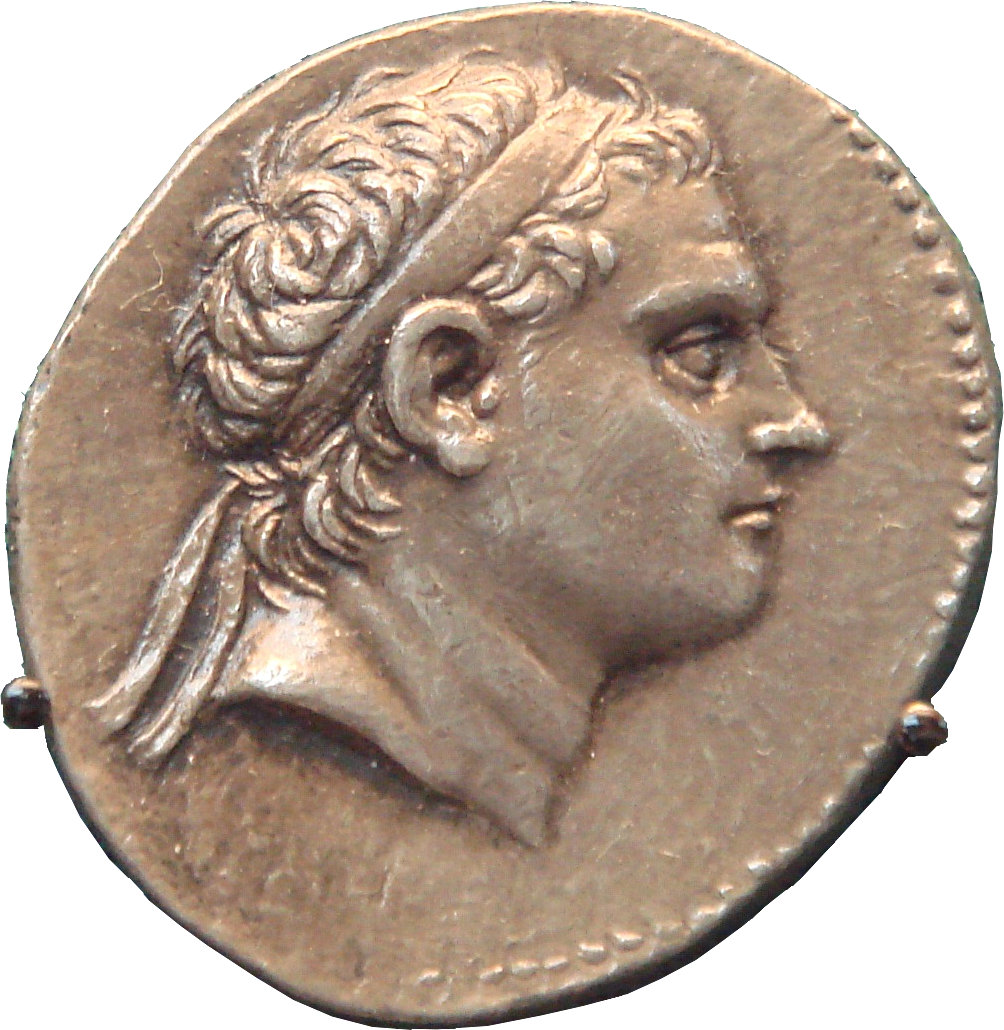
III. Antiokhosz Megasz

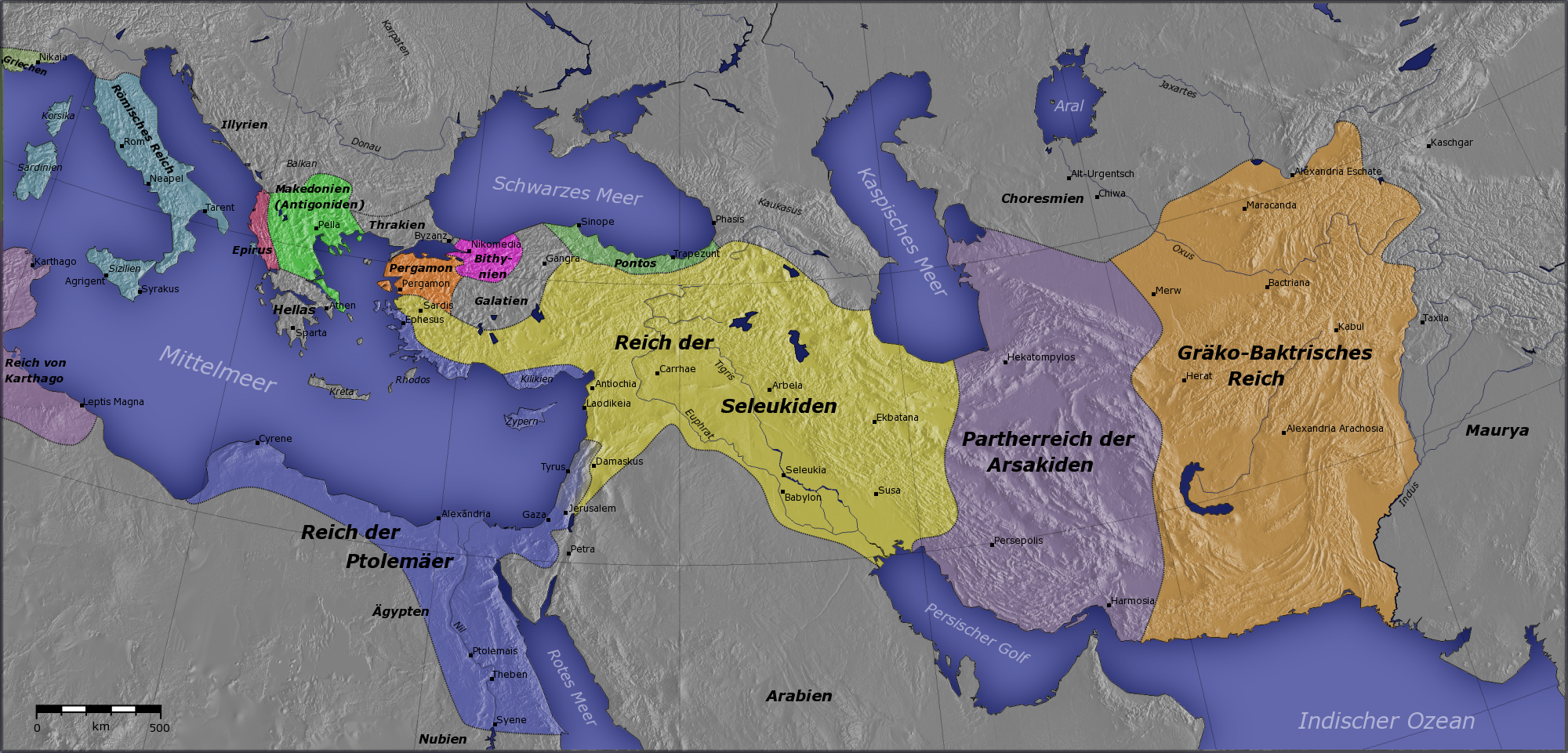
A Szeleukida Birodalom i. e. 200-ban

Halála után, i. e. 223-ban III. Antiokhosz Megasz (= nagy) került a trónra. A Megasz melléknevet nem érdemtelenül nyerte el, hiszen a zsugorodó birodalmat – ha csak átmenetileg is – ismét a hellenisztikus világ élére emelte. Uralkodását Kis-Ázsia nagy részének visszaszerzésével kezdte, s újra Szeleukida-fennhatóság alá kényszerítette Armeniát, Parthiát, Baktriát és az indiai Gandhárát (i. e. 212–205). Felvette a nagykirály címet, majd az ötödik szíriai háborúban meghódította Koilé-Szíriát, Föníciát és Kis-Ázsia déli és nyugati partvidékét, 196 és 194 között Trákiát. Szemet vetett a Ptolemaioszok Egyiptomon kívüli területeire is. Róma nem nézte tétlenül a Szeleukida Birodalom erősödését, félt a Szeleukidák balkáni befolyásának megerősödésétől. Miután III. Antiokhoszt az aitól liga fővezérévé választotta, Róma összefogott a kisebb, függetlenségüket féltő hellenisztikus államokkal (elsősorban Pergamonnal, Rodosszal és az akháj szövetséggel), és i. e. 190/189-ben a kis-ázsiai Magnésziánál a szövetségesek Lucius Scipio vezetésével legyőzték III. Antiokhoszt. A győzelmet követő apameiai békekötés örök időre véget vetett a Szeleukida Birodalom nagyhatalmi pozíciójának, amelynek a Torosz-hegységig nyúló kis-ázsiai részét Rodosz és Pergamon osztotta fel.
III. Antiokhosz fia, IV. Szeleukosz Philopatór barátságos kapcsolatokra törekedett Rómával, de a birodalom területének zsugorodását nem tudta megakadályozni, Arménia és egyes iráni területek újra függetlenedtek.
Öccse, IV. Antiokhosz Epiphanész (= megjelent isten) sokáig élt Rómában, mint királyi túsz. Élvezte mind Róma, mind az erős Pergamon bizalmát. Birodalma területét Egyiptom meghódításával kívánta növelni (i. e. 170–168). Mint unokaöccse, VI. Ptolemaiosz gyámja, megkoronáztatta magát, de a rómaiak kivonulásra kényszerítették (a római követ megjelent a görögök táborában, és egyszerűen távozásra szólította fel a Szeleukida uralkodót). A visszavonulás során elfoglalta és kifosztotta Jeruzsálemet. Az ő nevéhez kapcsolódik a zsidóság erőszakos hellenizálása, és uralma alatt tört ki a Makkabeus-felkelés (i. e. 166), mely abban a korban csak egy volt a több jelentős és kevésbé jelentős felkelés között, de amely az önálló zsidó állam kialakulásához vezetett.
Unokaöccse, I. Démétriosz Szótér uralkodását azzal kezdte, hogy kivégeztette IV. Antiokhosz kiskorú fiát, V. Antiokhosz Eupatort és annak főminiszterét. Sorozatban vívott háborúi (Kr. e. 162-157) ellenére sem tudta megakadályozni a zsidó állam elszakadását. Média és Babilónia területét is elvesztette. Miután belekeveredett a kappadókiai trónviszályba, Róma és Pergamon IV. Antiokhosz másik fiát, I. Alexandrosz Balaszt kezdte el támogatni. A vele vívott egyik csatában veszítette életét I. Démétriosz.
II. Démétriosz Nikatór, I. Démétriosz fia Kr. e. 146-ban vereséget mért I. Alexandroszra, de újabb trónkövetelővel kellett szembenéznie: VI. Antiokhosz Epiphanész Dionüszosszal, akit Diodotosz Trüphón hadvezér támogatott. II. Démétriosz elveszítette Dél-Szíriát, és a pártusok elleni háborúja során I. Mithriádész fogságába esett.

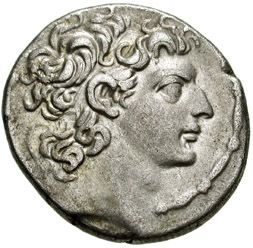
Az utolsó Szeleukida uralkodó, XIII. Antiokhosz

I. e. 139/138-ban Diodotosz Trüphón meggyilkoltatta VI. Antiokhoszt, és magát kiáltatta ki királlyá. Őt viszont II. Démétriosz öccse, VII. Antiokhosz Euergetész győzte le, aki utoljára volt képes 100 000 fős hadsereget toborozni, hogy visszahódítsa a keleti tartományokat. Miután Kr. e. 129-ben elesett, a keleti területek végleg elszakadtak, és a Szeleukida Birodalom Észak-Szíria és Kilikia területére szorult vissza. A központi kormányzat megingását kihasználva az i. e. 2. század második felében több terület (például Türosz) visszanyerte az önállóságát, s a Szeleukida Birodalom törzsterületén új, független államok jöttek létre (Kommagéné, Ituraea, a Hasmoneus-dinasztia zsidó állama, a Nabateusok országa).
A következő évtizedekben külső és belső háborúk, trónviszályok gyengítették tovább a birodalmat. A Szeleukidák két ága Antiokheiába, illetve Damaszkuszba és szomszédságukba húzódott vissza, de i. e. 83-ban ezeket a területeket is elfoglalta Nagy Tigranész, Arménia királya,  Kr. e. 64-ben pedig Pompeius római hadvezér megfosztotta trónjától az utolsó szeleukida uralkodót, XIII. Antiokhosz Philadelphosz Asziatikoszt, és Szíria római provinciává lett.

## Társadalom
Területileg a legnagyobb kiterjedésű, társadalmilag pedig a legheterogénebb összetételű hellenisztikus birodalom volt a Szeleukidák állama, s emiatt a legnagyobb kül- és belpolitikai gondokkal kellett szembenéznie. A sok tucat, különböző etnikumhoz tartozó és különböző műveltségi, kulturális fokon álló ázsiai népcsoport kormányzása nem volt egyszerű feladat, és alapvetően meghatározta az állam intézményrendszerének fejlődését. Az uralkodó – a hadsereg mellett – elsősorban a városok többségében görög lakosságára támaszkodhatott. A hellenisztikus utódállamok közül sehol nem alapítottak, építettek és építettek újjá annyi várost a görög poliszok mintájára, mint itt. Csak maga I. Szeleukosz állítólag 75 várost alapított, ill. alapított újra. Ezeket a városokat az uralkodók önmagukról, a királynékról, ill. családtagjaikról, makedón városokról nevezték el, és számuk több százra rúgott. Sok görög letelepülő vándorolt be: katonák, hivatalnokok, kereskedők és iparosok, akik itt találták meg a meggazdagodás lehetőségét. A hatalmas birodalomban több közigazgatási központot kellett létrehozni: Észak-Szíriában Antiokheiát, Lüdiában Szardeiszt, a Tigris folyó mellett Szeleukeiát. Szeleukosz eredetileg Babilon helyett a Tigris melletti Szeleukeiát szánta birodalma fővárosának, de politikája nyugatra orientálódásával Antiokheia alkalmasabbnak bizonyult erre a szerepre
A hellenisztikus birodalmak, köztük a Szeleukidák királysága, mind abszolút monarchiák voltak, ahol a király testesítette meg az államot, ő volt minden jog forrása, rendelkezései törvényerővel bírtak, őt magát élő törvénynek tekintették (nomos empsychos). A Ptolemaioszokhoz hasonlóan a Szeleukidák is a hadizsákmány jogán tartották sajátjukénak a birodalom területét, földjeit. Az állam területének döntő többsége királyi föld (basiliké chóra) volt, amelyet a dinasztia alapítója, vagy egy későbbi tagja fegyverrel szerzett meg. Ezeknek, a „lándzsával szerzett” földterületeknek (doriktétos chóra) a tulajdonjoga uralkodóról uralkodóra szállt, s a király jogi hatalmát is megalapozta. Azonban az uralkodói hatalom erős központosítását csupán katonai erővel fenntartani lehetetlen lett volna, ezért annak karizmatikus jellegét erősítették, így alakult ki a királykultusz intézménye, amely az egyébként is korlátlan hatalommal rendelkező királyt igyekezett kozmikus jelentőséggel felruházni. Az uralkodók isteni mivoltukat olyan hangzatos melléknevek felvételével próbálták hangsúlyosabbá tenni, mint Szótér (megváltó), Theosz (isten), Epiphanész (megtestesült isten). Érdekes módon ezek a melléknevek annál hangzatosabbak lettek, minél kisebb területen uralkodott viselőjük.
A birodalom egységének elősegítése érdekében a görög anyaországból bevándorlókat telepítettek le az ázsiai területeken, földadományokban részesítve őket. Makedón örökségként a birodalom életében jelen volt a király mellett a hadsereggyűlés (a görög népgyűlés utóda), azonban ez nem korlátozta a király hatalmát. Az uralkodó az államot a görög-makedón elit, a philoi (barátok) segítségével irányította. Az első uralkodók szigorúan szabályozták a társadalmi elit kialakulását, amelybe eleinte sem szír, sem zsidó, sem perzsa, vagy egyéb etnikumból származó alattvaló nem kerülhetett be. Bár később egy-egy helyi születésű embernek – főleg a katonaság keretein belül – sikerült vezető szerepre emelkednie, de arányuk a források alapján a vezető társadalmi rétegben soha nem haladta meg a 2,5 százalékot.

## Közigazgatás
A birodalom közigazgatása alig különbözött a ptolemaioszi Egyiptométól. Megkülönböztették az ún. központi területeket az azon kívül eső birtokoktól. Előbbiek a király közvetlen igazgatása alá, a távolabbi birodalomrészek pedig az uralkodót képviselő és általa kinevezett kormányzók igazgatása alá tartoztak. A területet tartományokra (szatrapia) osztották fel, melynek élén a szatrapák álltak. A tartományokat körzetekre (topoi), ezeket pedig falvakra (kómai) osztották, s mindegyik élén egy-egy, a királynak felelős tisztviselő (toparchés, kómarchés) állt. Lényeges különbséget jelentett azonban Egyiptomhoz viszonyítva az, hogy az óriási terület miatt a Szeleukida Birodalomban (elsősorban Kis-Ázsiában, mivel az uralkodó család főleg a keleti területek megszerzésével, illetve megtartásával volt elfoglalva) hatalmas földbirtokok kerültek – adományként – magánkézbe, melyek ugyan a központi kormányzat felé fizettek adót, de a védelmi költségek és a katonaság fenntartása a megajándékozottat terhelték. Ez is oka volt annak, hogy ezek a földesurak polgárháborúkat kirobbantva és az állam területéből egy-egy szeletet kihasítva kiváltak a birodalomból.
A szeleukida terület számos szíriai és kis-ázsiai templomgazdaságot is magába foglalt, ezek közül az egyik volt Jeruzsálem templomállama. Ezeknek a területeknek – némelyik igen nagy kiterjedésű volt – a középpontjában egy templom állt, s papok gyakorolták a gazdasági és politikai hatalmat. A Kr. e. 2. századtól a templomállamok nagy része függetlenítette magát a központi hatalomtól.
Az uralkodók a görög-makedón katonai telepeseket tömegesen juttatták földhöz, s ők vagy kléruchosként művelték/műveltették földjüket, vagy csoportosan letelepedve katoikiát, katonai települést alapítottak. Később más etnikumból származó katonák is alapíthattak telepeket, és megkapva a közeli város polgárjogát, hellenizálódásuk felgyorsult. A városokkal fenntartott szoros kapcsolat eredményezte, hogy több település hellén mintájú várossá fejlődött.
A Szeleukida Birodalomban a városoknak kiemelt szerep jutott, hiszen azok közvetítették a helyi lakosság részére a királyi akarat mellett a hellenisztikus kultúrát is. Több típusuk különböztethető meg:
- régi görög városok: a poliszlétből kifolyólag erős helyi önkormányzattal, az önálló államiság jellemzőivel rendelkeztek (Szmürna, Milétosz);
- új alapítású városok: bár megtalálhatóak a poliszokra jellemző intézmények, de hiányoztak az önálló államiság ismertetőjegyei, ezért a központi hatalom erős támaszai voltak;
- régi keleti városok: megőrizték alapvető vonásaikat, bár igyekezték őket hellenizálni, s gyakran dinasztikus nevet kaptak (Jeruzsálem neve egy ideig Antiokheia volt).

Az összes város a királyi hatalom alárendeltje volt, szolgáltatásokkal és adókötelezettséggel tartozott az uralkodónak.

## Gazdaság
A társadalmi struktúra és termelés alapegységei a falvak voltak, amelynek lakói (laoi) az adót termékek formájában közvetlenül a földbirtokos számára szolgáltatták be. Az adománybirtokok adóját a közel eső város adójához számolták. A királyi birtokon a kormányzó (oikomonos) szedte be az adókat és a teljesíttette a szolgáltatásokat, ebben tisztviselők (felügyelők, írnokok, falusi elöljárók) segítették. A poliszokhoz tartozó földek (chóra) a város polgárságának tulajdonában voltak, más területek birtokai fölött viszont az uralkodó rendelkezett. A bányák és az erdők is az ő tulajdonát képezték.
Szíriában voltak igen gazdag és termékeny vidékek, elsősorban a folyóvölgyekben. Itt – a kor szokásainak megfelelően – államilag felügyelt és gondozott csatornarendszer fokozta a terület termékenységét. A fejlett földművelés mellett, főleg a nagyobb városokban, jelentős ipari termelés is kialakult. Ezen kívül különösen fontos szerepe volt az ország gazdasági életében a kereskedelemnek, mint egyebütt is a hellenisztikus birodalmakban. Szíriában is a kereskedelem lett a jólét és a gazdagság legfőbb forrása. A vagyonosodás és jómód az újonnan alapított városok pompás középületeiben, a polgárok házainak szépségében és a családok jólétében is megmutatkozott.

## Kultúra, művészet

### A szeleukida éra
A szeleukida éra vagy szeleukida időszámítás bevezetése I. Szeleukosz Nikatór nevéhez fűződik, s kezdőnapja a Nagy Sándor halálát követő 12. év (i. e. 312–311) újév napja, amely Szíriában a 312. év őszére (Tasrítu hó l.), Babilóniában pedig a 311. év tavaszára (Niszannu 1.) esett. A kezdőévet Szeleukosz egyik jelentős katonai sikerétől (valószínűleg Babilónia visszafoglalásától) számolták, és a luniszoláris éveket sorszámokkal jelölték. Az i. e. 2. század közepétől fogva, amikor Mezopotámia kivált a birodalom területéből, egységesen a szíriai, őszi évkezdetet vették figyelembe. Egyszerűsége, racionalitása és gyakorlatiassága miatt ez az évszámítási módszer az egész Közel-Keleten elterjedt, s az uralkodók e keltezés szerint adták ki hivatalos irataikat; ezért kapta az éra a másik ismert nevét: „az okmányok érája”. Olyannyira bevált, hogy használata messze túlélte a Szeleukida-dinasztia uralmát, és a muszlim időszámítás is csak nehezen szorította ki. A zsidók is átvették használatát, és csak a saját világérájuk váltotta fel a 8. században.

### Építészet
A hellénizmus az építészetben is a virágzás korát jelentette. Az újonnan alapított és újjáépített városok százai biztosították a kibontakozás lehetőségét a kor építészei számára. I. Szeleukosz új fővárosa, a Daphné melletti Antiokheia, bár az uralkodók állandó utazásai, hadjáratai miatt nem vetekedett a többi hellenisztikus birodalom nagyvárosainak pompájával, a hellén várostervezés és -építés tipikus példája. Már a helyének meghatározása is nagyfokú előrelátásra utal: ha ellenséges katonák érkeztek hajókkal a tengerpartra, nekik egy napba telt az út a városig, míg a veszélyre figyelmeztető, gyors futárnak csak fél napba. Az Orontész folyó és a Szilpion-hegy közé ékelődő város hosszúkás téglalap formájú volt, és a szabályosan egymással párhuzamos és egymásra merőleges utcák között 112*58 m méretű épülettömbök sorakoztak. A város két kapuját a középen futó, széles főútvonal kötötte össze. A házak télen sok napfényt kaptak, míg nyáron a tenger felől fújó szél hűtötte a várost. Valószínűleg még I. Szeleukosz idejében építették a Szilpionon fekvő erődöt és az agorán álló Zeusz-templomot, amelyet más templomok és közigazgatási épületek vettek körül. Daphnéból, Apolló szent ligetéből, amely nyolc kilométerre feküdt a várostól, vízvezeték hozta a forrásvizet, a szennyvizet pedig a csatornarendszeren keresztül az Orontészba engedték. Antiokheia megalapítása után gyors fejlődésnek indult. A kezdetben kb. 20 000 lakosú város lakosságának a száma a hellenisztikus kor végére 300 000-400 000 főre emelkedett. A Szeleukidák bukása után Antiokheia lett Syria provincia székhelye.
Szeleukosz első, eredetileg fővárosnak szánt városa, a Tigris melletti Szeleukeia (Szeleukosz kilenc Szeleukeia nevű várost alapított) hasonló elvek szerint épült ki. A cél az volt, hogy az elhagyott, romos Babilon helyett ez legyen a birodalom kereskedelmi központja, hiszen itt találkoztak a legfontosabb kereskedelmi útvonalak. Babilont ugyan nem, de más városokat, vallási helyeket újjáépítettek. Ilyen volt Uruk városa, amely újra a babiloni kultuszok és a tudomány központjává vált. Az újjáépíttető ebben az esetben nem maga az uralkodó volt, hanem az ő támogatásával egy „hellenizálódott”, helyi születésű tisztségviselő és családja.
Napjainkban az egyik legjobban feltárt Szeleukidák által alapított város az Eufrátesz partján fekvő katonai kolónia és kereskedelmi központ, Dura-Európosz, amely fennállása végéig megőrizte a hellenisztikus városokra jellemző tökéletesen szabályos alaprajzát.

### Szobrászat

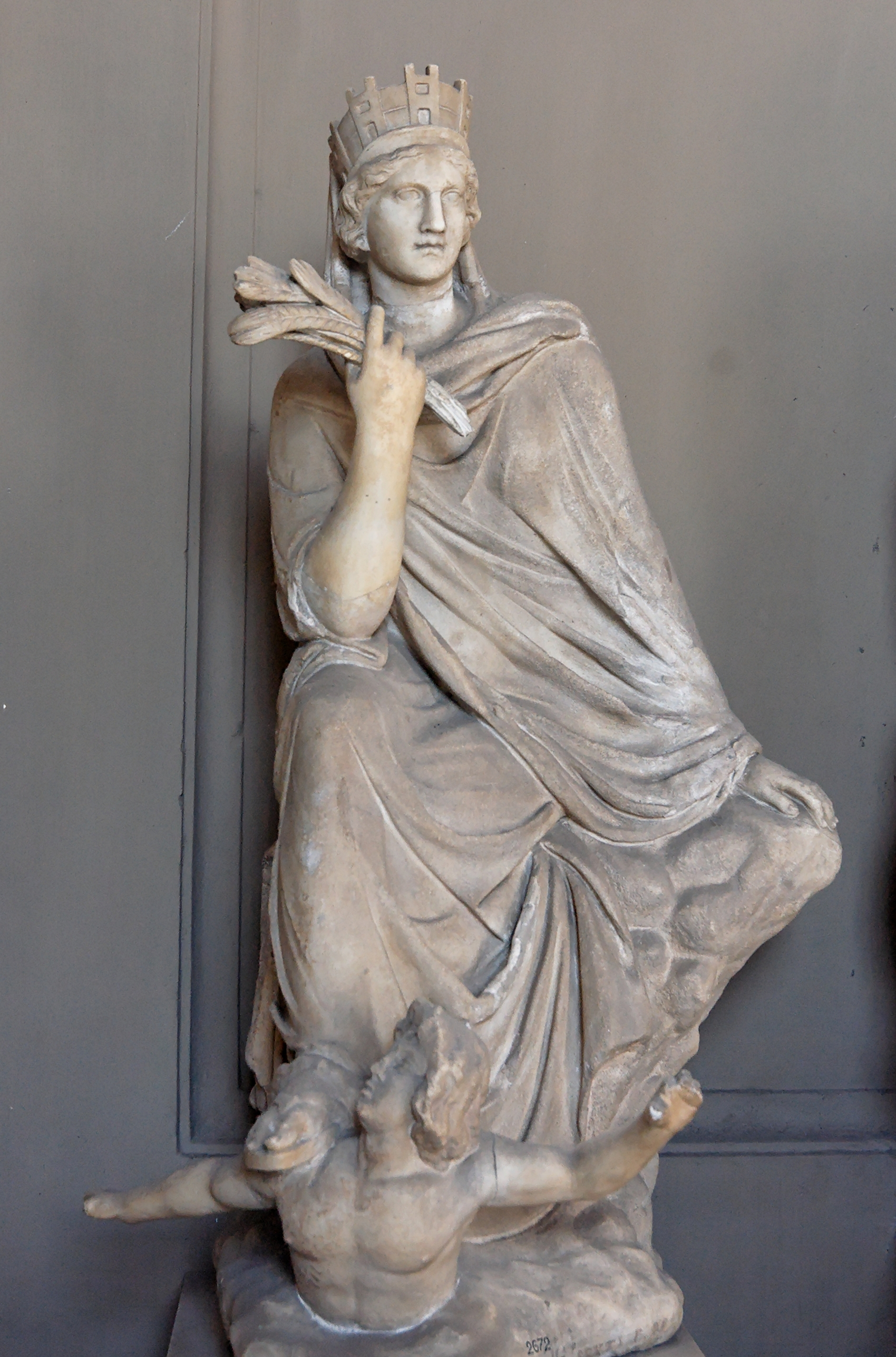
Antiokheiai Tükhé szobra (római másolat)

A hellenisztikus kori szobrászat különböző mesterek műveinek rendkívül tarka és sokarcú egyvelege. Megtalálható közöttük a monumentális alkotás és a kisebb dekoráció; főleg az uralkodók és a gazdag rétegek igényeit elégítette ki. A szobrászok általában nem telepedtek le egy helyen, hanem megrendelők után jártak; csupán néhány állandó iskola létezett, melyek közül az egyik legjelentősebb Pergamon és Alexandria mellett Antiokheiában volt. A korszak legismertebb és legjellemzőbb alkotása a Tükhé, a Szerencse istennőjének, Antiokheia védőistenének bronzszobra, Eutükhidésznek, Lüszipposz tanítványának alkotása. Az istennő a Szilpion-hegyet szimbolizáló sziklán ül, fején a városfalra hasonlító korona, kezében a várost körülvevő termékeny síkságot képviselő búzakéve, lábánál az Orontész ifjú istene.
Említést érdemel a portrékészítés is. Az uralkodó emberfelettiségének eszméje itt is megjelent, hiszen a pénzérméken, ahol a görögök korábban kizárólag isteneik képét mutatták be, a hellenisztikus királyok, köztük a Szeleukida uralkodók saját arcképüket ábrázoltatták. Ezek a férfiak mint sugárzó akaratú, kemény, mindenre elszánt hadvezérek, sikeres politikusok jelennek meg az érméken.

### Tudomány, irodalom
A Szeleukida uralkodók nem sokat foglalkoztak a tudománnyal, érdeklődésük tisztán gyakorlati jellegű volt, amennyiben a kutatás tárgya elősegítette a gazdaság, kereskedelem fejlődését. Több katonai expedíciót indítottak az Indiába vezető legrövidebb út felfedezésére. I. Szeleukosz tisztje, Démodamasz eljutott a görögök által ismert világ határán túlra: átlépte az Iaxartész (Szir-darja) folyót. Patroklész pedig, I. Antiokhosz parancsára, körbehajózta a Kaszpi-tengert.
A Szeleukida Birodalomban nem alakult ki az alexandriai Muszeionhoz hasonló kulturális intézmény, bár királyi könyvtár létezett, de közel sem olyan híres, mint az alexandriai. A korszak egyik jelentős és a Szeleukidák udvarához köthető tudósa a babiloni Bérósszosz volt, aki I. Antiokhoszhoz ajánlott művében, a három könyvből álló Babülóniakában hazája történetét írja le a világ teremtésétől Nagy Sándorig, főhőseként a legendás Nabukodonozor királyt választva. Az azóta felfedezett ékírásos táblák bizonysága szerint Bérósszosz a történelmi események feldolgozásakor hiteles forrásokra támaszkodott.
Szintén I. Antiokhosz udvarában élt élete egy részében a Kilikiából származó Aratosz, akinek híres költeménye, az Égi jelenségek (Phainomena) a csillagképek verses katalógusa. Antiokheiában az uralkodó kívánságára előkészítette az Odüsszeia kritikai kiadását és javította az Iliasz szövegét. Az antiokheiai udvarban élő költők közül kiemelkedik még III. Antiokhosz udvari könyvtárosa, az euboiai Khalkiszban született Euphotión, akinek költészete még Rómában is követőkre talált.